# Leiogalathea
Leiogalathea is een geslacht van kreeftachtigen uit de klasse van de Malacostraca (hogere kreeftachtigen).

## Soorten
- Leiogalathea agassizii (A. Milne Edwards, 1880)
- Leiogalathea laevirostris (Balss, 1913)